# Тепла церква

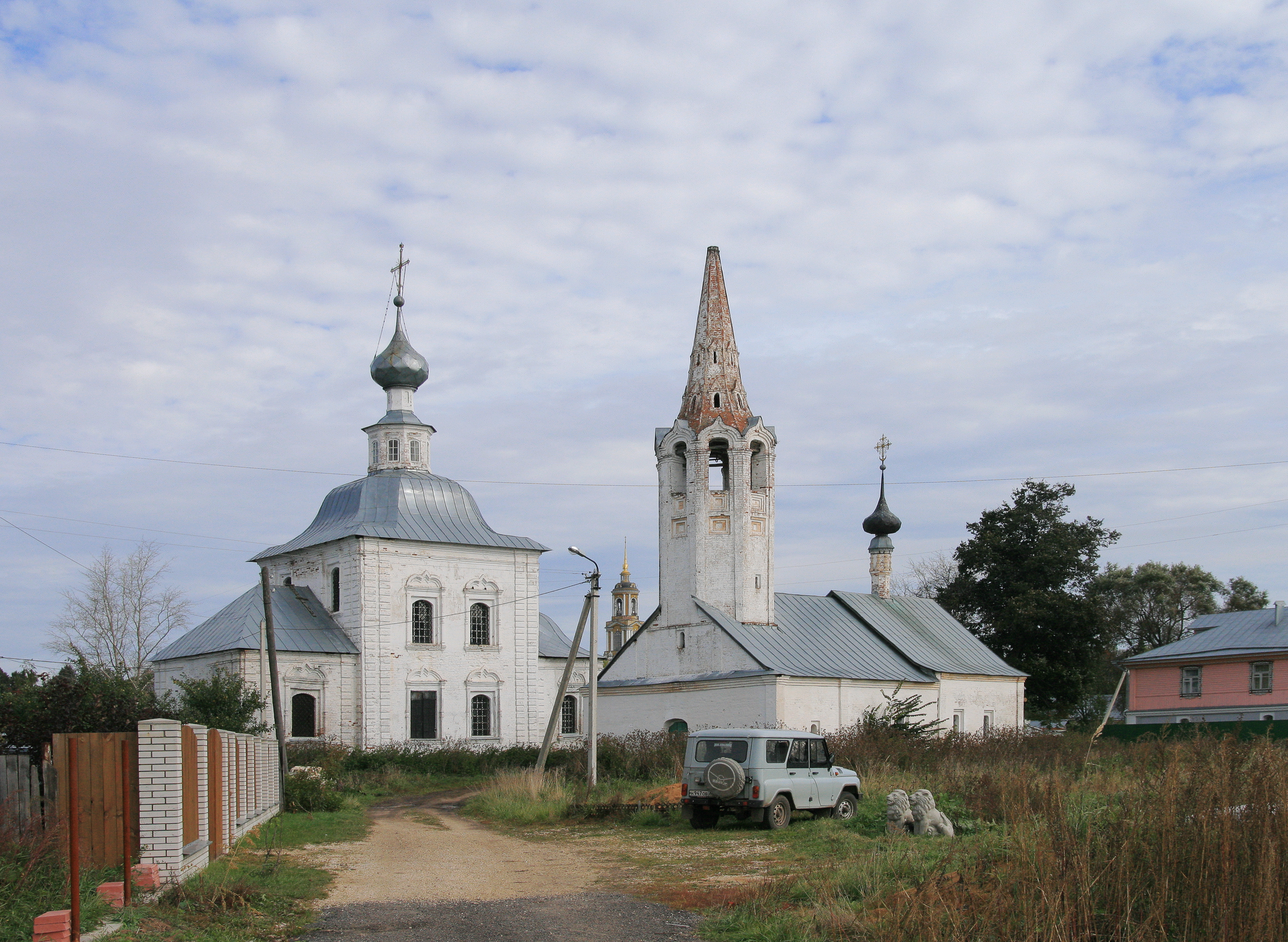
Зимова Предтеченська церква у Суздалі на передньому плані, і літня Богоявленська за нею

Тепла церква (зимова церква) — церква з опаленням, у якій можна здійснювати богослужіння взимку. Зазвичай зимові церкви невеликі за площею, мають менші вікна (або не мають їх взагалі) і нижчі стелі, щоб їх було простіше опалювати.
Зимові церкви могли розташовуватися як поруч з літніми, так і в одній будівлі — наприклад, перший поверх двоповерхової Церкви Іоана Богослова у Ніжині є зимовою церквою, а другий — літньою. Іноді зимову церкву розміщували в підвалі, як у Соборі Воскресіння Христова у Нарві.
Перенесення служінь з літньої в зимову церкву і навпаки іноді прив'язують до великих весняних і осінніх релігійних свят, наприклад, Великодня, Трійці, Покрова (в залежності від клімату, різні церкви мають різний розпорядок).